# Tasa anual equivalente
En finanzas, la Tasa Anual Equivalente o de Equivalencia (TAE) es una referencia orientativa del coste o rendimiento efectivo anual de un producto financiero independientemente de su plazo. Su cálculo incluye la tasa de interés nominal, los gastos, comisiones, pagos e ingresos y permite comparar de una manera homogénea el rendimiento de productos financieros diferentes.
Las entidades financieras usan la Tasa Anual Equivalente (TAE) y el  Tipo de Interés Nominal (TIN) para presentar la rentabilidad de las operaciones financieras.
La Tasa Anual Equivalente permite comparar de manera homogénea los tipos de interés de múltiples operaciones financieras con períodos de capitalización distintos, usando a una misma base temporal anual. Permite homogeneizar diferentes tipos nominales, gastos, comisiones, periodos de liquidación, etc. 

## Historia de la Tasa anual equivalente
La Tasa Anual Equivalente fue creada en 1985 por el ingeniero, matemático y especialista en análisis numérico José Luis Andrés Yebra ante lo que consideraba un déficit importante en la información bancaria cuando solamente se publicitaba la Tasa de Interés Nominal (TIN). Andrés Yebra consideraba que las malas prácticas de las entidades financieras eran habituales y que también tenía responsabilidad el Banco de España como supervisor de la actividad bancaria. En septiembre de 1990, después de una dura pelea contra cajas y bancos, vio la luz una circular del Banco de España sobre Transparencia de las Operaciones Financieras y Protección de la Clientela que creaba la TAE y obligaba a su publicidad en los créditos bancarios.

## Definición
Es el interés anual que se genera una vez descontados los gastos y comisiones por una o varias capitalizaciones al interés nominal.
Un tipo nominal anual fijo correspondería a diferentes valores de TAE si varía el número de capitalizaciones  dentro de un año o si cambian los gastos o comisiones.
No obstante, la TAE no incluye los gastos que el cliente pueda evitar (por ejemplo, los gastos de transferencia de fondos), los que se abonan a terceras personas o empresas (corretajes, honorarios notariales e impuestos) o los gastos por seguros o garantías (salvo primas destinadas a garantizar a la entidad el reembolso del crédito en caso de fallecimiento, invalidez o desempleo, siempre que la entidad imponga su suscripción para la concesión del crédito). En España es obligatorio que la TAE figure en la documentación y publicidad tanto de los productos del ahorro como de los préstamos.

## Cálculo de la TAE
El cálculo de la TAE es simplemente el cálculo del tipo de interés anual según el interés compuesto, donde los intereses obtenidos son remunerados al mismo tipo de interés (no son ignorados o trasladados en el tiempo). Además, el cálculo de la TAE debe incluir todos los pagos (incluidas comisiones u otros costes obligatorios como la contratación de seguros). Los pagos a incluir varían según el producto bancario de que se trate y vienen establecidos en España por la Circular 5/12 del Banco de España.
Se calcula como el resultado de una fórmula matemática normalizada que tiene en cuenta el tipo de interés, las comisiones bancarias, la frecuencia de los pagos (mensuales, trimestrales, etc.) y otros gastos o ingresos. Para calcular la TAE en tanto por uno a partir del TIN expresado también en tanto por uno se utiliza esta fórmula:
{\displaystyle TAE=\left(1+{\frac {r}{f}}\right)^{f}-1\ }
Donde:
- r es el tipo de interés nominal TIN (mensual, semestral...) expresado en tanto por uno.
- f es la frecuencia de pagos/cobros de intereses: 1 (tipo Anual), 2 (semestral), 3 (cuatrimestral), 4 (trimestral), 6 (bimestral), 12 (mensual).[5][6]

## Ejemplos de su uso
- Si se invierten 100 € en un fondo mensual, al 7 % TAE, durante un año, al final del año se tendrán 107 €.

El Interés Nominal (TIN), según la fórmula anterior, es:
{\displaystyle r=f((TAE+1)^{1/f}-1)=12((0{,}07+1)^{1/12}-1)=0{,}06785\,\!}
es decir, tenemos un Interés Nominal (TIN) anual, del 6,785 %,
y por tanto, un interés nominal en cada período de cobro (cada mes), de:
{\displaystyle 100(r/12)=100(0{,}06785/12)=0{,}5654\,\%\,\!}
Se divide r por doce, porque se quiere averiguar el interés nominal para un único mes, y se multiplica por 100 para pasarlo a tanto por ciento.
Así, mes a mes se obtendría un 0,56 % sobre lo acumulado (si se mantiene la cuantía del depósito): 
- 0,56 % sobre 100€ el primer mes: 100,56 €
- 0,56 % sobre 100,56€ el segundo mes: 101,12 €, etc.

de tal modo que el último mes se acumularían 107 €, obteniéndose así el 7 % TAE.
- La TAE tiene importancia en el cálculo de intereses compuestos. Ejemplo:

Con un interés nominal del 6 % anual y 12 pagos al año (pagos mensuales), resulta una TAE de 6,17 %:
{\displaystyle \left(1+{\frac {0{,}06}{12}}\right)^{12}-1=0{,}0617\,\!}
obteniéndose al finalizar el año, para 600 euros:
{\displaystyle 600\cdot 1{,}0617=637\,\!} €